# Makassar
Makassar  város Indonéziában, Celebesz szigetének délnyugati részén. Sulawesi Selatan tartomány székhelye. Kelet-Indonézia legnagyobb városa, az ötödik legnagyobb lakossággal rendelkező város Jakarta, Surabaya, Bandung és Medan után. 1971-től 1999-ig a város az alkörzete neve után Ujung Padang-nak volt nevezve.
A város Celebesz szigetének a délnyugati részén fekszik, a Makasszári-szorosra nézve.
Lakossága 1,3 millió, elővárosokkal 2,2 millió fő volt 2010-ben.
Celebesz legnagyobb városa. Az ország egyik legnagyobb kikötője, ahol kávét, faárut, gumit, fűszereket stb. raknak hajókra. Fontos kereskedelmi és kulturális központ. Jelentős a hajógyártás.
Éghajlatát a délkeleti monszun határozza meg, október végétől májusig esős évszakkal. Az évi csapadékmennyiség kb. 3100 mm. Az évi hőingadozás csekély.

## Fordítás
- Ez a szócikk részben vagy egészben  a   Makassar című angol Wikipédia-szócikk fordításán alapul.  Az eredeti cikk szerkesztőit annak laptörténete sorolja fel. Ez a jelzés csupán a megfogalmazás eredetét és a szerzői jogokat jelzi, nem szolgál a cikkben szereplő információk forrásmegjelöléseként.
- Ez a szócikk részben vagy egészben  a   Makassar című német Wikipédia-szócikk fordításán alapul.  Az eredeti cikk szerkesztőit annak laptörténete sorolja fel. Ez a jelzés csupán a megfogalmazás eredetét és a szerzői jogokat jelzi, nem szolgál a cikkben szereplő információk forrásmegjelöléseként.